# Jason Richardson (basketball)
Jason Anthoney "J-Rich" Richardson (født 20. januar 1981) er en amerikansk professionel basketballspiller for Philadelphia 76ers som spiller i National Basketball Association (NBA). 
Jason er 198 cm høj og vejer 102 kg. Han spiller Shooting Guard eller Small Forward på banen. Han blev drafted som nummer 5 ud af 60 mulige i 2001 af Golden State Warriors. Han viste hurtigt, at han var det værd, da han vandt NBA Rookie Challenge MVP og en plads på NBA´s hold for de bedste førstesårspillere. Han blev betragtet som en af NBA´s bedste dunkere, men har i de senere år udviklet et godt skud i stedet. Han vandt NBA Slam Dunk Contest i 2002 og 2003. Han tabte i finalen i 2004.
Jason Richardson har tidligere spillet for:
- Golden State Warriors 2001-2007
- Charlotte Bobcats 2007-2008
- Phoenix Suns 2008-2010
- Orlando Magic 2010-2012
- Philadelphia 76ers 2012-Nu

| Basketballspiller | Spire Denne biografi om en basketballspiller er en spire som bør udbygges. Du er velkommen til at hjælpe Wikipedia ved at udvide den. |